# 30850 Vonsiemens
30850 Vonsiemens este un asteroid din centura principală, descoperit pe 7 octombrie 1991, de Freimut Börngen și Lutz Schmadel.